# Marion Bloem
Marion Bloem (Arnhem, 24 augustus 1952) is een Nederlandse schrijfster, dichter, filmregisseur en documentairemaakster.

## Biografie
Bloem werd geboren als tweede dochter van Alexander en Jacqueline Bloem in een gezin van vier kinderen. Haar Nederlands-Indische ouders waren in 1950 uit Indonesië (voormalig Nederlands-Indië) gevlucht. Haar vader was een van de overlevenden van de scheepsramp van Junyo Maru op 18 september 1944: een schip dat onderweg was van Java naar Sumatra met krijgsgevangenen die aan de Pakanbaroe-spoorweg tewerkgesteld zouden worden. Zijn ooms en neef overleefden de ramp niet. Ze is een jongere zus van de kunstenares Joyce Bloem. Bloem volgde de HBS te Amersfoort en ging in 1971 in Utrecht psychologie studeren. In 1977 studeerde zij af in de klinische psychologie.
Op 30 januari 1971 ontmoette ze Ivan Wolffers, met wie ze later trouwde. Ze reisden en schreven samen en kregen in 1973 een zoon, Kaja Wolffers.
Sinds 1972 publiceerde Bloem kinderboeken, waaronder Matabia, over een Indisch meisje in Nederland in de jaren vijftig. Matabia werd bekroond werd met de Jenny Smelik-IBBY-prijs en de Tiger Award. Het werd vertaald in het Japans en in het Duits. 
Haar eerste boek dat niet was geschreven voor kinderen is Overgang - een feministische visie op het gevaar van etikettering, gepubliceerd door Bert Bakker in 1976. Haar literaire debuut was de roman Geen gewoon Indisch meisje, uitgegeven in door Trouw. Met dit boek brak zij door bij het grote publiek. Daarna volgden vele romans, die vaak met de Nederlands-Indische geschiedenis te maken hebben of met het migrantenbestaan in Nederland. Samen met Paul Kil schreef Bloem een non-fictieboek over prostaatkanker Als je man verandert (2010). In 2012 vierde zij haar 40-jarig jubileum als auteur met de verschijning van haar grote familieroman Een meisje van honderd.
Bloem regisseerde twee korte speelfilms. Haar eerste film was Feest in 1977. Haar tweede film, De Tovenaarsleerling (1986) ontving in 1987 tijdens de Cinekid de VPRO de Kid Screen Award en daarnaast diverse nominaties. Ook maakte ze twee lange documentaires. Haar documentaire Het land van mijn ouders draaide met zeven kopieën zeven weken in de bioscoop en stond maandenlang op de toptienlijst van bioscoopfilms. Haar documentaire Wij komen als vrienden heeft deserteurs in Indië als thema.
Sinds 1999 maakt Bloem ook video's die zij visuverzen (videogedichten) noemt, waarvan er rond 50 stuks op haar YouTube-kanaal zijn verschenen. Voorbeelden zijn: Uit hetzelfde hout, Dochter, De K van Koningin, Papa, Geen requiem en Reconnected.
Bloem maakte televisieprogramma's waaronder voor IKON-televisie het satirische multiculturele programma Screentest (1985) en samen met haar man Ivan Wolffers (scenario) regisseerde ze voor de VPRO de televisieserie Cursus voor beginners in de liefde (1988).
In 2006 maakte ze samen met haar zus Joyce het landartproject Sawah Belanda in het park Sacre Coeur in Arnhem, ter herinnering aan de vertelcultuur van de Indische Nederlanders.
In 2007 begon Bloem met de productie van haar eerste bioscoopfilm. De film was getiteld Ver van familie en was gebaseerd op haar gelijknamige roman. Ver van familie speelt zich af in Nederland en in Amerika omstreeks 1986. Hoofdrolspeelsters zijn Terence Schreurs en Anneke Grönloh. Bloem schreef het scenario en regisseerde de film. De filmmuziek werd geschreven door o.a. de Italiaanse singer-songwriter en gitarist Alex Britti. De film ging op 14 september 2008 in première op het Internationaal filmfestival Film by the Sea te Vlissingen en draaide in de winter van 2008 en 2009 in de Nederlandse bioscoop. Ten tijde van de première verscheen er een filmeditie van de roman. De film werd in drie delen uitgezonden op televisie in augustus 2010. Bloem maakte een korte bioscoopversie die in première ging op het festival CinemAsia, op 30 mei 2010.
Ook is Bloem actief als beeldend kunstenaar. Ze exposeert haar schilderijen regelmatig in Nederland en in België. Voor MatchBoox illustreerde zij een tiental boekjes die in september 2010 op de markt verschenen.
In 2004 maakte zij zich sterk voor het lot van de asielzoeker in Nederland en begon ze met onder anderen Ivan Wolffers en Katrien de Klein de Stichting Een Royaal Gebaar. Deze internetactie had veel succes en zorgde (mede dankzij het boek Een Royaal Gebaar) voor meer aandacht voor de problematiek van de 26.000 asielzoekers die 4 jaar of langer in Nederland woonden zonder verblijfsstatus. Bloem hield zich hier tot halverwege 2006 fulltime mee bezig.
In 2010 publiceerde de Stichting Herdenking 15 augustus 1945 samen met het Indisch Herinneringscentrum ter gelegenheid van 65 jaar bevrijding haar gedicht Geen Requiem over de Indische Nederlander tijdens de Tweede Wereldoorlog. Over de Indische gemeenschap hield Bloem in 2018 onder de titel Diversiteit de Anton de Kom-lezing. Met de lezing vroeg ze aandacht voor deze gemengde Indische gemeenschap die werd gevormd door een koloniale cultuur met fijnmazige rangen en standen, waar kleur een bepalende factor speelde.
In 2023 leefde Bloem voor het televisieprogramma Kloostergasten enkele dagen samen met kloosterlingen.

### Romans
- Geen gewoon Indisch meisje (1983)[8]
- Lange reizen korte liefdes (1987)
- Rio (1987)
- Vaders van betekenis (1989)
- De honden van Slipi (1992)
- De leugen van de kaketoe (1993)
- Mooie meisjesmond (1997)
- Ver van familie (1999)
- Games4Girls (2001)
- De V van Venus (2004)
- Indië Voorbij (2009)
- Vervlochten grenzen (2009)
- Meer dan Mannelijk (2011)[9]
- Een meisje van honderd (2012)
- Liefde & lust (2014)
- Haar goede hand (2016)
- Meisjes uit het dorp (2023)
- Verkleed in vreugde (2024)

### Novellen
- Meisjes vechten niet (1988)
- De smaak van het onbekende (1995)

### Verhalen
- Vliegers onder het matras (1990)
- Muggen mensen olifanten (1995)

### Non-fictie
- Overgang - een feministische visie op het gevaar van etikettering (1976)
- Hyperventilatie (1976), met Ivan Wolffers
- Een royaal gebaar (2005), met Ivan Wolffers
- Sawah Belanda (2006), met Joyce Bloem
- Als je man verandert (2010)
- Het Bali van Bloem (2012), met Ivan Wolffers
- Het Java van Bloem (2014), met Ivan Wolffers
- Het Sumatra van Bloem (2016), met Ivan Wolffers
- De tong van mijn hart (2017)
- Een teken van leven (2018)
- Indo. Een persoonlijke geschiedenis over identiteit (2020)

### Poëzie
- Schilderijen en gedichten (1992)
- Hoop op nieuwe woorden (1995)
- Voor altijd moeder (2001)
- Liefde is soms lastig, liefste (2002)
- Thuis (2003)
- In de kamer van mijn vroeger (2007)
- Geen Requiem (2010)
- Verzamelde gedichten (2015)

### Jeugd
- Waar schuil je als het regent (1978)
- De geheime plek (1980)
- Kermis achter de kerk (1984), illustraties van Irene Wolffers
- Klein maar sterk (1985), illustraties van Magda van Tilburg
- De droom van de magere tijger (1986)
- Brieven van Souad (1986)
- Matabia, of, een lange donkere nacht (1990)
- Zo groot als Hugo (2004)
- De kleine krijger (2005)
- Wiwi Wit (2017)

Bloem sprak voorts twee luisterboeken in: Voor altijd moeder en Matabia.

## Prijzen
- 1993 de E. du Perronprijs voor haar gehele oeuvre.
- 2009 Nominatie voor de E. du Perronprijs voor haar roman Vervlochten grenzen.
- 2022 de Constantijn Huygens-prijs voor haar gehele oeuvre.[10] De uitreiking vond plaats in Den Haag in het theater aan het Spui op 12 februari 2023 tijdens het internationaal literatuurfestival Winternachten.[10]